# 16 février aux Jeux olympiques de 2010
Pour un article plus général, voir Jeux olympiques d'hiver de 2010.
Le mardi 16 février aux Jeux olympiques d'hiver de 2010 est le cinquième jour de compétition.

## Programme
| Heure UTC-8 (Vancouver)                       |               |
| bleu                                          | Cérémonie     |
| neutre                                        | Épreuve       |
| or                                            | Finale        |
| orange                                        | Petite finale |
| rose                                          | Reporté       |
| gris                                          | Annulé        |
| Compétition masculine                         | Hommes        |
| Compétition féminine                          | Femmes        |
| Compétition mixte (hommes et femmes mélangés) | Mixte         |
| Compétition en couple (1 homme et 1 femme)    | Couple        |
| modifier                                      |               |

| Horaire | Discipline Spécialité | Discipline Spécialité                            | Discipline Spécialité | Phase                                  | Résultats | Références |
| ------- | --------------------- | ------------------------------------------------ | --------------------- | -------------------------------------- | --------- | ---------- |
| 9h00    |                       | Curling                                          | Compétition hommes    | Phase préliminaire 1re session         | 4 - 6     | -          |
| 9h00    |                       | Curling                                          | Compétition hommes    | Phase préliminaire 1re session         | 6 - 7     | -          |
| 9h00    |                       | Curling                                          | Compétition hommes    | Phase préliminaire 1re session         | 5 - 7     | -          |
| 9h00    |                       | Curling                                          | Compétition hommes    | Phase préliminaire 1re session         | 6 - 5     | -          |
| 10h00   |                       | Ski alpin Super combiné - 1re manche (descente)  | Compétition hommes    | Reporté                                | -         | -          |
| 10h30   |                       | Biathlon 10 km poursuite                         | Compétition femmes    | Finale                                 | -         | -          |
| 12h00   |                       | Hockey sur glace                                 | Compétition hommes    | Manche préliminaire Groupe A - Match 1 | 3 - 1     | -          |
| 12h00   |                       | Snowboard Snowboard cross                        | Compétition femmes    | Qualifications                         | -         | -          |
| 12h45   |                       | Biathlon 12,5 km poursuite                       | Compétition hommes    | Finale                                 | -         | -          |
| 13h00   |                       | Luge Luge simple - 3e manche                     | Compétition femmes    | Manche de compétition                  | -         | -          |
| 13h00   |                       | Patinage de vitesse 500 m (course 1 sur 2)       | Compétition femmes    | Manche de compétition                  | -         | -          |
| 13h00   |                       | Luge Luge simple                                 | Compétition femmes    | 3e manche                              | -         | -          |
| 13h30   |                       | Ski alpin Super combiné - 2e manche (slalom)     | Compétition hommes    | Reporté                                | -         | -          |
| 14h00   |                       | Curling                                          | Compétition femmes    | Phase préliminaire 1re session         | 7 - 9     | -          |
| 14h00   |                       | Curling                                          | Compétition femmes    | Phase préliminaire 1re session         | 5 - 6     | -          |
| 14h00   |                       | Curling                                          | Compétition femmes    | Phase préliminaire 1re session         | 9 - 5     | -          |
| 14h00   |                       | Curling                                          | Compétition femmes    | Phase préliminaire 1re session         | 5 - 4     | -          |
| 14h25   |                       | Snowboard Snowboard cross                        | Compétition femmes    | Quarts de finale                       | -         | -          |
| 14h30   |                       | Hockey sur glace                                 | Compétition femmes    | Manche préliminaire Groupe B - Match 7 | 0 - 13    | -          |
| 14h39   |                       | Snowboard Snowboard cross                        | Compétition femmes    | Demi-finales                           | -         | -          |
| 14h50   |                       | Snowboard Snowboard cross                        | Compétition femmes    | Finale                                 | -         | -          |
| 14h50   |                       | Luge Luge simple - 4e manche                     | Compétition femmes    | Finale                                 | -         | -          |
| 14h52   |                       | Patinage de vitesse 500 m (course 2 sur 2)       | Compétition femmes    | Finale                                 | -         | -          |
| 16h15   |                       | Patinage artistique Individuel - Programme court | Compétition hommes    | Manche de compétition                  | -         | -          |
| 16h30   |                       | Hockey sur glace                                 | Compétition hommes    | Manche préliminaire Groupe A - Match 2 | 8 - 0     | -          |
| 19h00   |                       | Curling                                          | Compétition hommes    | Phase préliminaire 2e session          | 8 - 0     | -          |
| 19h00   |                       | Curling                                          | Compétition hommes    | Phase préliminaire 2e session          | 9 - 4     | -          |
| 19h00   |                       | Curling                                          | Compétition hommes    | Phase préliminaire 2e session          | 5 - 6     | -          |
| 19h00   |                       | Curling                                          | Compétition hommes    | Phase préliminaire 2e session          | 5 - 6     | -          |
| 19h00   |                       | Hockey sur glace                                 | Compétition femmes    | Manche préliminaire Groupe B - Match 8 | 2 - 1     | -          |
| 21h00   |                       | Hockey sur glace                                 | Compétition hommes    | Manche préliminaire Groupe B - Match 3 | 8 - 2     | -          |

## Médailles du jour
- Pays organisateur (Canada)

| Rang  | Nation       | Or | Argent | Bronze | Total |
| ----- | ------------ | -- | ------ | ------ | ----- |
| 1     | Allemagne    | 2  | 1      | 1      | 4     |
| 2     | Canada       | 1  | 0      | 0      | 1     |
| 2     | Corée du Sud | 1  | 0      | 0      | 1     |
| 2     | Suède        | 1  | 0      | 0      | 1     |
| 5     | Autriche     | 0  | 2      | 0      | 2     |
| 6     | France       | 0  | 1      | 2      | 3     |
| 7     | Russie       | 0  | 1      | 0      | 1     |
| 8     | Chine        | 0  | 0      | 1      | 1     |
| 8     | Suisse       | 0  | 0      | 1      | 1     |
| Total | Total        | 5  | 5      | 5      | 15    |